# Hesperaloe
Hesperaloe es un género de plantas perennes clasificadas en la antigua familia  Agavaceae, ahora subfamilia Agavoideae. 

## Descripción
Las plantas tienen largas y estrechas hojas que se producen en un roseta basal y las flores que nacen en largos racimos. Las especies son nativas de las zonas áridas de Texas y México y algunas especies se cultivan como planta ornamental.

## Taxonomía
El género fue descrito por George Engelmann   y publicado en United States Geological Expolration (sic) of the Fortieth Parallel. Vol. 5, Botany 497. 1871.

## Especies
- Hesperaloe campanulata G. Starr
- Hesperaloe funifera (K. Koch) Trel.
- Hesperaloe nocturna Gentry
- Hesperaloe parviflora (Torr.) J.M. Coult.
- Hesperaloe tenufolia G. Starr